# سیملا (کلرادو)
سیملا (به انگلیسی: Simla) شهری در ایالت کلرادو کشور ایالات متحده آمریکا است که جمعیت آن در سرشماری سال ۲۰۱۰ میلادی، ۶۱۸ نفر بوده‌است.